# José Antonio Camacho Alfaro
José Antonio Camacho Alfaro (Cieza, Múrcia, 8 de juny de 1955) és un exjugador, entrenador i comentarista de futbol murcià. Va ser internacional amb la selecció espanyola.

## Biografia
Nascut a Cieza el 8 de juny de 1955, la seva trajectòria com a futbolista va començar a l'equip juvenil de l'Albacete Balompié, després d'haver estat rebutjat a les categories inferiors del Real Múrcia CF. A l'equip d'Albacete començà a jugar a setze anys, situat com a extrem esquerre i fou convocat per a la selecció espanyola juvenil per l'aleshores entrenador Héctor Rial. Les seves grans actuacions al dos equips juvenils, li van permetre de debutar amb el primer equip de l'Albacete Balompié, i el posterior fitxatge pel Reial Madrid.
Camacho va començar a jugar al Reial Madrid a divuit anys, jugant de lateral esquerre entre els anys 1973 i 1989 i disputant més de 400 partits a Primera divisió, malgrat que una greu lesió al genoll el va apartar gairebé dos anys dels terrenys de joc. També va jugar 81 partits amb la selecció espanyola, amb la qual va debutar el 5 de febrer de 1975 davant Escòcia. Va disputar dues Copes del Món, el 1982 i el 1986. Camacho també jugà a les Eurocopes de 1984 i 1988.
Després de la seva retirada com a jugador el 1989, Camacho va formar part de l'equip tècnic del Reial Madrid, entrenant posteriorment el Rayo Vallecano, el RCD Espanyol i el Sevilla FC. Entrenà també el Reial Madrid durant vint-i-dos dies el 1998 però a causa de les males relacions amb la junta directiva, va abandonar el club.
Camacho va substituir Javier Clemente com a seleccionador de l'equip espanyol al setembre del 1998, després de la derrota d'Espanya contra Xipre a la classificació per a l'Eurocopa del 2000.
Durant la seva etapa com a seleccionador va obtenir bons resultats, dotant la selecció espanyola d'un joc vistós i arribant als quarts de final de la Copa del Món de 2002 on van ser eliminats per la selecció amfitriona: Corea del Sud en un partit marcat per la polèmica arbitral. En acabat el torneig va renunciar a continuar al capdavant de la selecció, entrenant durant dues etapes el SL Benfica i uns mesos el Reial Madrid.
Va fitxar pel SL Benfica el 29 de novembre de 2002, en substitució de Jesualdo Ferreira, que va ser acomiadat per culpa dels mals resultats aconseguits per l'equip al començ de la temporada. A la segona temporada al club de Lisboa, Camacho emportà la Copa de Portugal i fou subcampió de lliga.
La següent temporada José Antonio Camacho va tornar a entrenar el Reial Madrid, signà un contracte de dos anys, per a substituir Carlos Queiroz. Els mals resultats d'inicis de temporada i diversos desacords amb la junta directiva van fer que l'entrenador dimitís, essent reemplaçat pel seu ajudant, Mariano García Remón.
A la temporada 2007-08 va tornar al Benfica, on va exercir alhora de director tècnic i d'entrenador. A mitja temporada, després d'una ratxa de mals resultats, va anunciar que deixaria l'entitat portuguesa.
El 13 d'octubre de 2008, després de la destitució de José Ángel Ziganda, va ser designat entrenador del CA Osasuna amb l'objectiu d'aconseguir la permanència a Primera Divisió. Aquesta feta l'aconseguí al darrer partit de la temporada, després de batre el FC Barcelona i el Reial Madrid CF, que no s'hi jugaven res.
El 2016 es fa càrrec de la selecció de futbol del Gabon. Signa un contracte de dos anys i té com a ajudant Deco exjugador del Barça, amb l'objectiu de fer un bon paper a la Copa d'Àfrica de Nacions de 2016, l'amfitrió de la qual és el Gabon, com també de qualificar per primer cop l'equip nacional del país per la Copa del Món de Futbol de 2018.

## Palmarès

### Com a jugador
- 9 Lligues espanyoles (1975, 1976, 1978, 1979, 1980, 1986, 1987, 1988, 1989)
- 4 Copes d'Espanya (1975, 1980, 1982, 1989)
- 2 Supercopes d'Espanya (1988, 1989)
- 1 Copa de la Lliga (1985)
- 2 Copes de la UEFA (1985, 1986)

### Com a entrenador
- 1 Copa de Portugal (2004)